# Чахлеу-Скауне
Чахлеу-Скауне (рум. Ceahlău-Scaune) — археологічна стоянка мисливців давньокам'яної та середньокам'яної доби у Бистрицьких горах, частині Східних Карпат на заході румунської Молдови у жудці Нямц. Відноситься до північної свідерської культури. 
Розташована у гірському масиві Чахлеу Бистрицьких гір, що панує з західної сторони над долиною річки Бистриця. У тому ж самому гірському масиві південніше розташована подібна свідерська стоянка Бардосу. Обидві стоянки знаходяться на висоті понад 1200 метрів над рівнем моря.

## Вироби
У культурному шарі стоянки Чахлеу-Скауне разом з кістками тварин знайдені типові для свідерської культури кам'яні наконечники стріл з черешком для кріплення до держака, платівки з притупленим краєм, круглі скребки, різці, округлі олівцеподібні нуклеуси. Всі знаряддя дуже маленьких розмірів, довжина котрих не перевищує 5 см. Є навіть знаряддя довжиною у 2 см.

## Походження
Стоянки Чахлеу-Скауне й Біказ-Кей Західної Молдови та мису Селіште над Реутом у Східній Молдові є частиною просування з північних країв свідерських мисливців у сторону Криму, де відома своїми свідерськими пам'ятками стоянка Сюрень-ІІ, шар ІІ. У зв'язку з цим румунськими археологами переглянуті та реінтерпретовані матеріали середньо-наддністрянських ранньо-середньокам'яних пам'яток: Молодова-V шар 1, Атаки-VI, Сокіл, Врублівка та Оселівка-I шар III.